# Záynab bint Ali
Záynab bint Alí (en árabe: زينب بنت علي‎ Zaynab bint ‘Alī) o también: Záinab, Zéinab, o con el título Sayyeda/Sayyidah que significa "Señora", para mostrar respeto, o Záynab al-Kubra, era la tercera hija de Ali Ibn Abi Tálib y Fátima. Ella es una de las santas mujeres entre los chiitas, entre los que es famosa como Hazrat Záynab. Záynab fue la hermana menor de Hasan ibn Ali y Husáyn ibn Ali, y estaba en el acontecimiento de Kerbala junto a Husáyn ibn Alí; después de muerto Husayn, durante el apresamiento de los cautivos, con sus sermones defendía a la familia del profeta del Islam y mencionando el acontecimiento de Kerbala proclamaba la inocencia de su hermano, Husayn.
Záynab se casó con Abdul-lah ibn Yáafar y tuvo cuatro hijos y una hija. En el año 680 d. C. (61 de la Hégira) estaba con su hermano Husáyn. Después del martirio de este, tuvo un rol importante protegiendo la vida de su sobrino Ali ibn al-Husayn (Sucesor de Husáyn ibn Alí y el cuarto Imam de los chiitas). Záynab murió en el año 681 d. C. (62 de la Hégira).

## Nacimiento y niñez
Záinab nació el 5 de Yamadi ul-Awwal del año 6 de la hégira en Medina, como la tercera hija de Alí y Fátima. Cuando nació, el Profeta del Islam se encontraba de viaje, por ello, Fátima  pidió a Alí que eligiera un nombre para ella. Sin embargo, Alí esperó al retorno de Mahoma.
Cuando Mahoma llegó, se alegró mucho por el nacimiento de la niña y manifestó: "Dios, el Omnipotente, dijo que te llamarás Záinab, que significa la belleza del padre".  Mahoma luego la abrazó y besó y pronunciando estas palabras dijo: "Ordena que todos la respeten igual que a Jadíyah".
El periodo de su niñez transcurrió en los brazos cariñosos del Profeta y los primeros miembros de su familia. Ella recibió la educación de una madre piadosa y adornada con características elevadas de perfección espiritual y celestial.
Fátima murió cuando Záynab tenía siete años. Este trágico suceso a una edad temprana puede ayudar a explicar su especial cercanía con sus hermanos Hasan y Husáyn.

## Casamiento y familia
Záynab, el año 17 de la Hégira, se casó con su primo, Abdulah, el hijo de Yáafar Tayyar. Abdulah era sobrino de Ali Ibn Abi Tálib. Ella tuvo cuatro hijos, que se llamaron Alí, Oun, Abbás, Muhámmad y una hija, que se llamó Ome Kolsum. Muhámmad y Oun fueron martirizados en Kerbala.
El matrimonio de Záynab no disminuyó su fuerte apego a su familia. Alí sintió un gran afecto por su hija y su yerno, tanto es así que en el año 37 AH (657/658) cuando se convirtió en califa y trasladó la capital de Medina a Kufa, Záynab se trasladó con él.
Záynab, durante el gobierno de Ali Ibn Abi Tálib, estudiaba el Corán y aprendía más sobre el islam para enseñar a las mujeres de Kufa.

## Záynab en Kerbala
Poco tiempo después de la muerte de Muawiya I, Husáyn fue a Kufa por invitación de la gente de Kufa que reclamaban para él el liderazgo de la comunidad musulmana. Záynab le acompañó, al igual que la mayor parte de su familia. Pero cuando el ejército de Husáin llegó, la gente de Kufa había cambiado de opinión y derrotaron al ejército de Husáyn en la batalla de Kerbala.
En el año 60 de la hégira, junto al Imam Husáyn, Záynab llegó a las inmediaciones de Kerbala. Una ciudad que es para los musulmanes cúspide de todas las tragedias que han ocurrido en su historia. En menos de dieciocho horas Záynab fue testigo del martirio de muchos miembros de su familia, incluidos sus hijos y hermanos, entre ellos su querido hermano Husáyn, una tragedia dolorosa que no podían soportar ni el cielo ni la tierra, pero Záinab tuvo que tener paciencia ante este gran dolor. 
Záynab estuvo presente en cada momento del suceso de Kerbala. La noche del exilio y el desplazamiento de la tarde de Ashura, ella escuchó la amarga despedida de su querido hermano y luego fue testigo de su martirio en defensa de los derechos de los musulmanes ante los opresores, por lo que será paradigma único de todas las edades para el islam.
Cuando su sobrino, Ali ibn al-Husáyn Zayn al-Abidín, fue condenado a muerte por el gobernador de Kufa (Ubaid ibn Ziyad), se arrojó sobre él en un abrazo protector gritando: "¡Por Dios, no me voy a alejar de él. Si usted va a matarlo, tendrá que matarme junto con él."

Záynab, junto a las demás mujeres y niños sobrevivientes del ejército de Husáyn, fueron llevados a Damasco.
Después de la entrada de la caravana de cautivos en Kufa, Záynab habló sobre el evento de Kerbala, sus dolores y contra el gobierno de Yazid I. Después de su sermón, la gente de Kufa quedó tan afectada, que lloraban por sus dolores en Kerbala.

## Últimos días de su vida
Záynab murió el 15 de Rayab en el año 62 AH (681/682), también se dice que el aniversario de su muerte pudo ser el 11 o 21 de Yumada al-Thani, el 24 de Safar, o el 16 de Dhu ul-Hiyya.
Hay tres lugares que son famosos como su tumba:
- Baqi‘: algunos historiadores dicen que la tumba de Záynab está en Baqi‘, el camposanto de Medina. Sayyed Mohsen Amin, escritor del Ayan al-Shi'a, ha aceptado esta afirmación.[9]

- Siria: Es la opción más famosa entre los chiitas de Siria. Se sitúa en el mausoleo de Záynab al-Kubra.

- Egipto: Algunos historiadores dicen que la tumba de Záynab está en Egipto. El lugar es santo tanto para chiitas como para los musulmanes suníes. Muchos visitan este santuario de Záynab para rezar y leer el Corán en el mes de Rayab.

Se ha dicho que Záynab recordaba y explicaba el evento de Ashura para la gente de Medina, lo que era peligroso para el gobierno de Yazid, por lo que el gobernador de Medina la exilió a Egipto.
La mezquita de la Sayeda Záinab, es una de las mezquitas más grandes y famosas de El Cairo, capital de Egipto.

## Legado
En Irán, su cumpleaños es famoso como el día de la enfermera. Porque ella cuidaba a los hijos y niños de Husayn ibn Alí y sobre todo a Ali ibn al-Husáyn (el cuarto Imam de los chiitas), de débil salud, salvándole de la muerte muchas veces.